# Tom Bombadil
Tom Bombadil é um personagem do legendarium de J. R. R. Tolkien. Ele apareceu pela primeira vez em um poema de 1934 intitulado The Adventures of Tom Bombadil, que também incluía os personagens de O Senhor dos Anéis Goldberry, a esposa de Tom, Old Man Willow, uma árvore maligna na floresta de Tom, e Barrow-wight, de quem Tom resgata os hobbits. Eles não fazem parte explícita das lendas mais antigas que formam O Silmarillion e não são mencionados em O Hobbit.
Bombadil é mais conhecido por sua aparição como personagem coadjuvante em O Senhor dos Anéis, publicado entre 1954 e 1955. No primeiro volume, The Fellowship of the Ring, Frodo Bolseiro e seus amigos encontram Bombadil na Floresta Velha. A participação de Bombadil, bem como de Old Man Willow e Barrow-wight foram incluídas em algumas das primeiras notas de Tolkien para uma sequência de O Hobbit.  O personagem também é mencionado perto do final de The Return of the King, com Gandalf planejando fazer uma longa visita a ele.
Bombadil foi omitido da trilogia de filmes de Peter Jackson e de algumas outras versões cinematográficas e de rádio de O Senhor dos Anéis, pois é considerado não essencial para a história. Críticos debateram o papel e as origens do personagem. Uma fonte provável é o semideus Väinämöinen no poema épico de 1849 Kalevala, já que os dois compartilham muitas semelhanças.

## Aparições
Tom Bombadil tem um papel de coadjuvante em O Senhor dos Anéis, prestando grande ajuda aos hobbits, salvando-os do Salgueiro-homem e hospedando-os junto a Fruta d'Ouro. Tom Bombadil foi um personagem misterioso e superficial, raro na obra de Tolkien, já que não foi um personagem totalmente explorado.
Tolkien impôs nele um significado mais profundo: ele representaria as florestas inglesas que desapareciam rapidamente à época. O Um Anel não fazia efeito nele, e quem colocava o anel não se tornava invisível aos seus olhos. Ele é conhecido também por ser o Sem-pai, aquele que, como ele próprio se descreve, viu a primeira gota de chuva, aquele que já estava aqui quando os elfos passaram para o oeste, para Aman.
Sua canção também desperta bastante curiosidade, pois possui o poder de fazer acontecer o que está contido na letra. Lembra, em sua essência, a Ainulindalë. Por tratar-se de um ser poderoso, mas de origem incerta, é possível que se trate de um Valar (evidentemente, com um codinome humano) que tenha ficado na Terra-Média, e ainda possui resquícios do poder da Sinfonia Maravilhosa. Contudo, no Sillmarillion não há informações sobre um Valar que tenha permanecido na Terra-Média e provavelmente, se for um valar, voltou na derrocada de Sauron, quando Númenor foi destruída por ordem de Illuvatar, embora essa suposição seja infundada.
Também já foi chamado de Iarwain Ben-adar, o mais antigo e sem pai.

## Nomes e títulos
Gandalf chamou Tom Bombadil de "O Mais Velho na Existência"; isso é evidenciado pelo seu nome Sindarin Iarwain Ben-Adar (Primogênito e Sem Pai). Os anões chamaram-no de Forn (que no escandinavo significa "Antigo" ou "pertencente a um passado distante", em islandês também pode significar que ele tem habilidades mágicas), e os Homens de Orald (compare para alemão: Uralt, origem da idade, antigo). Todos esses nomes aparentemente significam "Primogenitura". Barbárvore chama a si mesmo de o ser vivo mais antigo da Terra-Média e diz que ele estava lá antes de qualquer outra pessoa. No entanto, Tolkien comentou em outro contexto: "Barbárvore é um personagem da minha história, não eu; e ainda, que ele tenha uma grande memória e alguma sabedoria da terra, não é um dos sábios, e há muito que não sabe ou entende."